# Stenohya vietnamensis
Stenohya vietnamensis är en spindeldjursart som beskrevs av Beier 1967. Stenohya vietnamensis ingår i släktet Stenohya och familjen helplåtklokrypare. Inga underarter finns listade i Catalogue of Life.